# Diecezja Brechin
Diecezja Brechin – diecezja Szkockiego Kościoła Episkopalnego we wschodniej Szkocji. Swoją nazwę czerpie od miasta Brechin, które było jej historyczną stolicą. Obecnie zarówno katedra diecezjalna, jak i kuria biskupia, zlokalizowane są w Dundee. Diecezja powstała w 1153, w strukturach Kościoła rzymskokatolickiego. Po reformacji została zlikwidowana, zaś w latach 1566-1709 Brechin było stolicą tytularną, przy czym w latach 1695-1709 tytuł ten przysługiwał z urzędu anglikańskiemu arcybiskupowi Edynburga. Diecezja została odtworzona, już w ramach Kościoła episkopalnego, w 1709 roku.

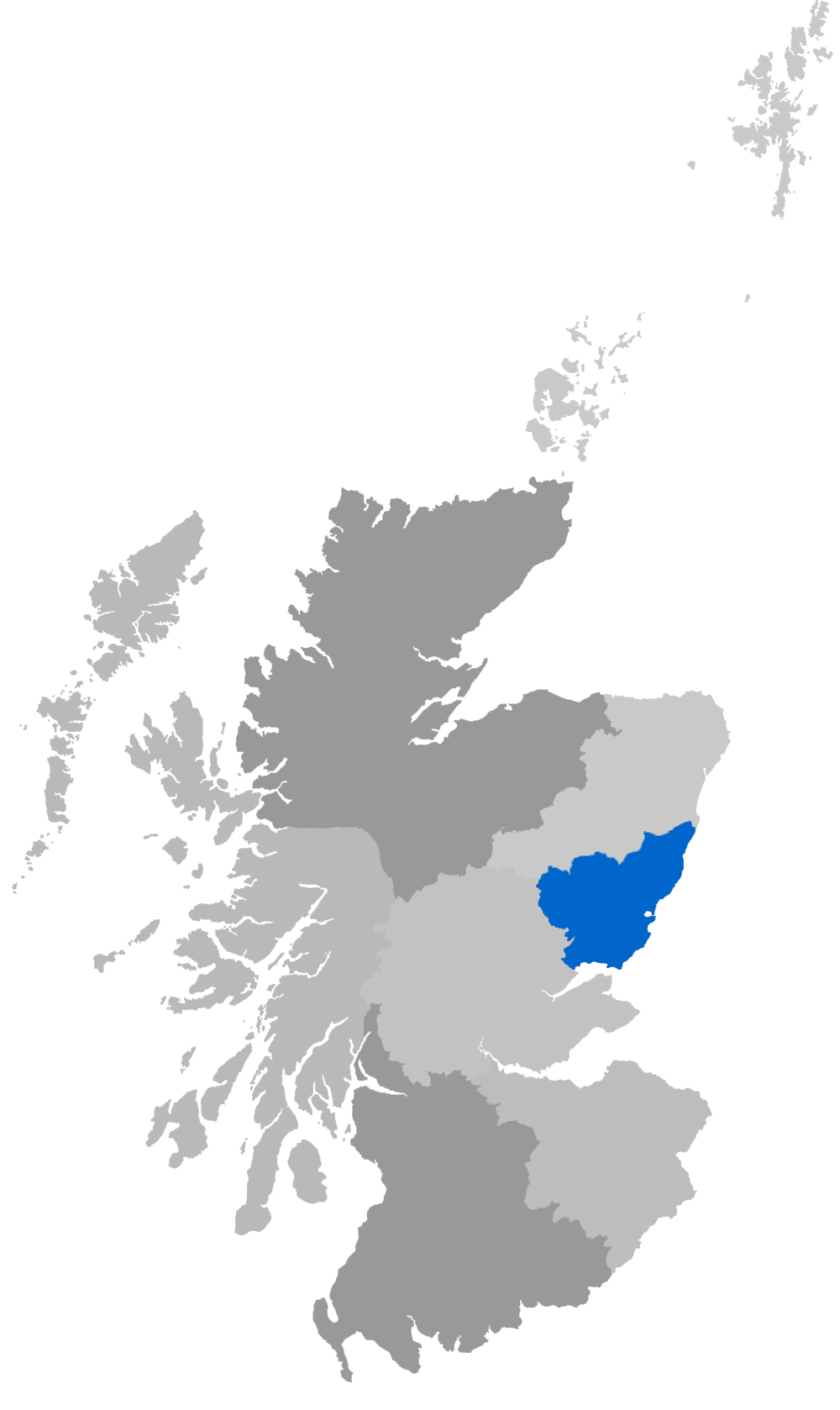
Diecezja Brechin na mapie administracyjnej Szkockiego Kościoła Episkopalnego